# Joezjnaja (metrostation)
Joezjnaja (Zuid Russisch: Южная uitspraakⓘ) is een station aan de Serpoechovsko-Timirjazevskaja-lijn van de Moskouse metro dat als 123e metrostation van Moskou op 8 november 1983 werd geopend.

## Ontwerp en inrichting
Het enkelgewelfdstation op 10 meter diepte was het zuidelijke eindpunt van het initiële deel van de Serpoechovsko-Timirjazevskaja-lijn. Gedurende de eerste twee bedrijfsjaren keerden de metro's op de twee kopsporen die ten zuiden van het perron tussen de doorgaande sporen liggen. Sinds de verlenging van de lijn verder naar het zuiden worden deze sporen als opstelspoor gebruikt. Het station ligt onder de Kirovogradskaja Oelitsa tussen de Soemskaja Oelitsa aan de noordkant en de Dnjepropetrovskaja Oelitsa aan de zuidkant. De ondergrondse verdeelhallen liggen onder de respectievelijke kruispunten en zijn bekleed met marmer in warme tinten terwijl onder het gewelf vooral koude tinten zijn gebruikt. De noordelijke verdeelhal is met vaste trappen en roltrappen verbonden met het perron en heeft via voetgangerstunnels toegangen aan de noordkant van de Soemskaja Oelitsa en voor de zuidermarkthal aan de oostkant van de Kirovogradskaja Oelitsa. De zuidelijke verdeelhal is alleen met roltrappen verbonden met het perron en heeft via voetgangerstunnels toegangen aan de zuidkant van de Dnjepropetrovskskaja Oelitsa alsmede voor de zuidermarkthal. De verdeelhallen hebben geen toegangen bij winkel- en vermaakscentrum “Global Siti” aan de westkant van de Kirovogradskaja Oelitsa. In 1992 is voorgesteld om het station om te dopen in Soemskaja. Het thema van de inrichting is De aard van de regio Moskou hetgeen rond en op het perron tot uitdrukking komt.
Het gewelf is wit met 26 groeven waarin de tl-verlichting is aangebracht op een hemelsblauwe achtergrond, langs het spoor gaan deze groeven over in nissen die van marmer zijn voorzien dat stromend water symboliseert. Boven de kopse kanten zijn mozaïeken langs een marmeren middenstuk aangebracht. De mozaïeken van de hand van de kunstenaars B.P. Nekljoedov, V. Koeznetsov en V. Bikeikin symboliseren de jaargetijden. De vloer bestaat uit grijs en zwart graniet met geometrische figuren. Op het perron staan bankjes in de vorm van kleine stoomboten met informatieborden als mast.

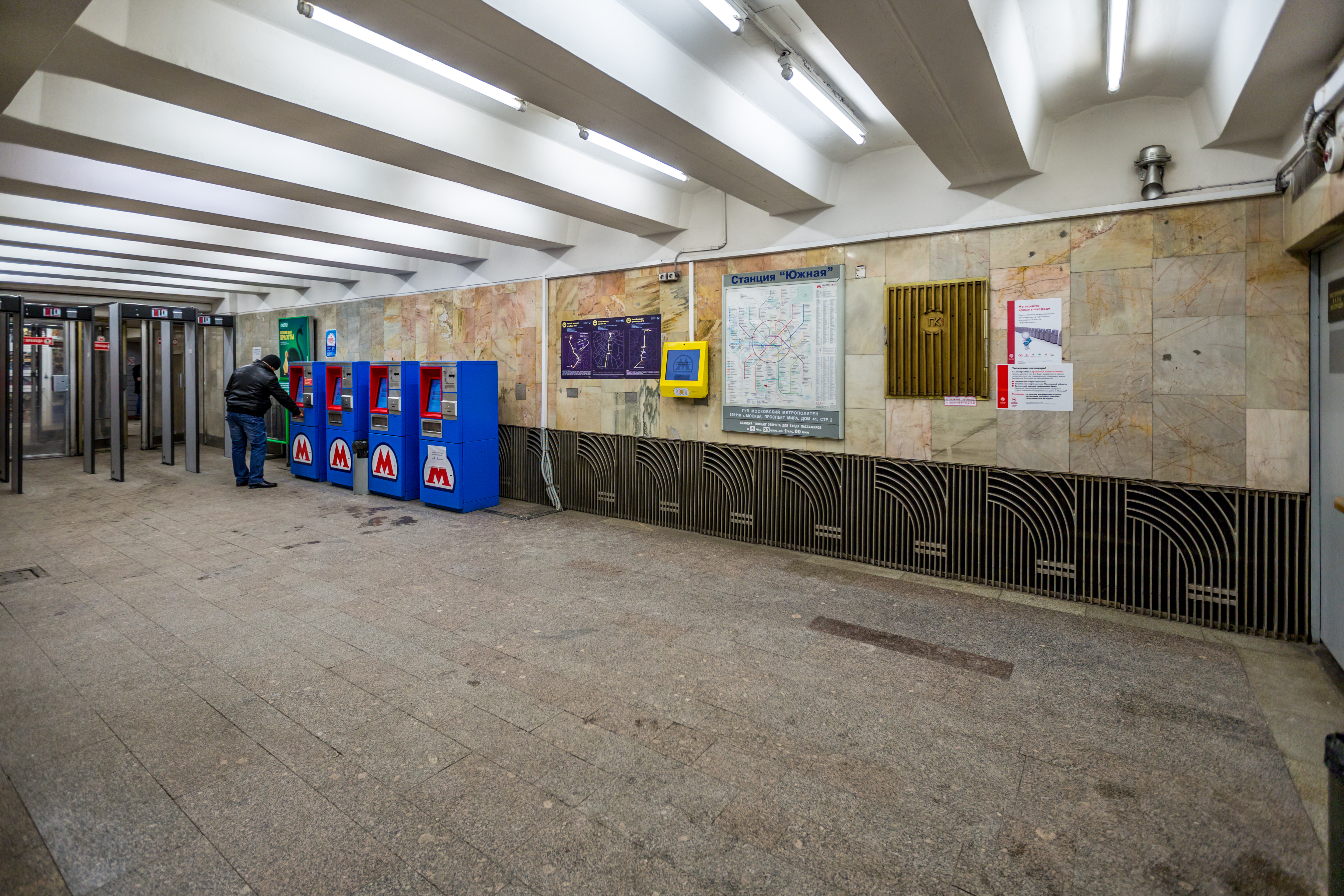
De toegangshal
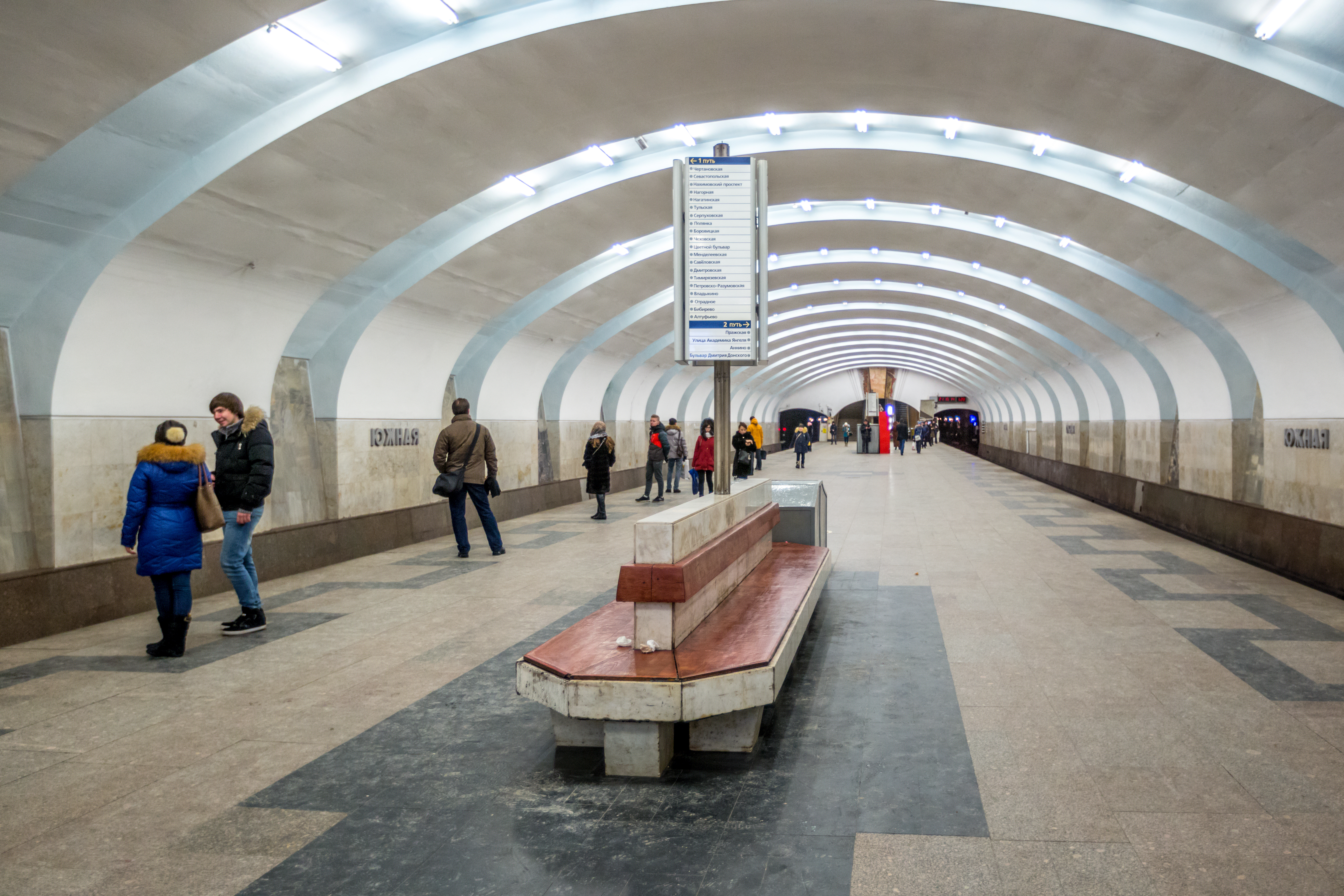
Een van de bankjes op het perron
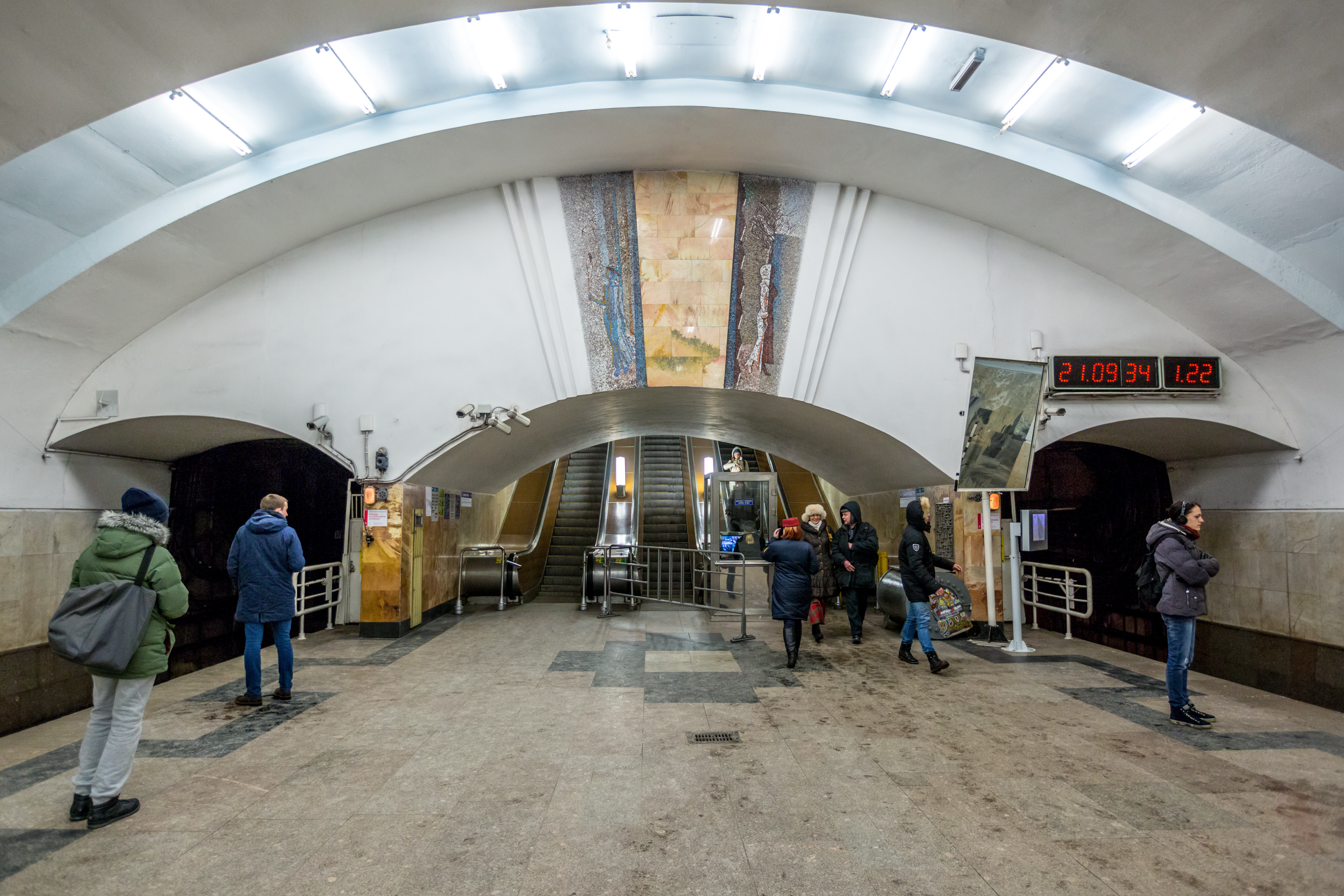
De zuidelijke toegang tot het perron

## Reizigersverkeer
Bovengronds liggen bushaltes van de voormalige lijnen naar voorsteden in het zuidelijke deel van de oblast Moskou, zoals Serpoechov, Protvino, Obolensk, Tsjechov en Poetsjino alsmede het noordoosten van de oblast Kaloega met name Kremenki. Voordat de Serpoechovsko-Timirjazevskaja-lijn tot Boelvar Dmitrija Donskogo was doorgetrokken was Joezjnaja het noordelijke eindpunt van een sneldienst naar Noord Boetov. De lijn naar Kremenki werd in maart 2017 geschrapt en de andere lijnen naar de voorsteden kregen op 15 september 2018 hun Moskouse eindpunt bij Lesoparkovaja. Sindsdien worden de bushaltes alleen nog bediend door buslijnen die door de zuidelijke wijken van Moskou lopen. Op 18 maart 1999 werden 59.210 metroreizigers geteld, bij een telling in maart 2002 was dit opgelopen tot 36.600 instappers en 47.700 uitstappers per dag. De metro reizigers kunnen op even dagen vanaf 5:40 uur de metro nemen, op oneven dagen doordeweeks is dit om 5:48 uur en in het weekeinde om 5:49 uur. In zuidelijke richting vetrtrekt op even dagen doordeweeks om 5:55 uur en in het weekeinde om 6:02 uur de eerste metro. Op oneven dagen doordeweeks kan vanaf 5:43 uur naar het zuiden gereisd worden, in het weekeinde is dit twee minuten later.